# Peto Menahem
Gustavo Ariel Menahem (Buenos Aires, Argentina; 28 de febrero de 1970) conocido artísticamente como Peto Menahem es un actor y  conductor de radio y televisión.

## Trayectoria
En 2013 formó parte del elenco de Le Prénom (Nombre de pila en francés), una comedia dirigida por Arturo Puig en el Teatro Lola Membrives de la calle Corrientes con gran éxito. Compartió la obra con Adrian Suar (reemplazado luego por Federico D'Elia, Natalia Oreiro, Julieta Diaz y Carlos Belloso. Se trató de una comedia de los escritores Matthieu Delaporte y Alexandre de La Patellière (en Argentina, en versión de Fernando Masllorens y Federico González del Pino) sobre la amistad, la hipocresía y la mezquindad humana.

Fue invitado a dar una presentación en  "stand up sin fronteras", un conocido show del canal Comedy Central Latinoamérica.

## Trabajos

### Televisión
| Año           | Programa                   | Canal                        |
| ------------- | -------------------------- | ---------------------------- |
| 1998          | Chica Cósmica              | América TV                   |
| 1999          | Gasoleros                  | El Trece                     |
| 2000          | Primicias                  | El Trece                     |
| 2001          | El sodero de mi vida       | El Trece                     |
| 2002          | Kachorra                   | Telefe                       |
| 2003          | Costumbres Argentinas      | Telefe                       |
| 2003          | Son Amores                 | El Trece                     |
| 2004          | Epitafios                  | El Trece HBO                 |
| 2004          | Panadería "Los Felipe"     | Telefe                       |
| 2005          | Casados con Hijos          | Telefe                       |
| 2006          | Alma Pirata                | Telefe                       |
| 2008-2010     | Casi ángeles               | Telefe                       |
| 2012          | Lobo                       | El Trece                     |
| 2013          | Solamente vos              | El Trece                     |
| 2013          | Las huellas del secretario | Televisión Pública Argentina |
| 2014          | Señores Papis              | Telefe                       |
| 2016]]        | Silencios de familia       | El Trece                     |
| 2016]]        | Nafta Súper                | Space                        |
| 2016-presente | Padres e hijos             | LN+                          |
| 2020          | Casi feliz                 | Netflix                      |
| 2023          | Melody, la chica del metro | Prime Video                  |

### Teatro
| Año  | Título                     | Personaje | Teatro            | Director    |
| ---- | -------------------------- | --------- | ----------------- | ----------- |
| 2013 | Le Prénom (Nombre de pila) | Pierre    | Multiteatro       | Arturo Puig |
| 2017 | La puerta de al lado       |           | Multiteatro       |             |
| 2019 | Perfectos desconocidos     |           | Metropolitan Sura |             |

### Cine

#### Como actor
| Año  | Título              | Personaje           | Dirección             |
| ---- | ------------------- | ------------------- | --------------------- |
| 2006 | El loro (corto)     |                     | Pablo Solarz          |
| 2007 | Encarnación         | Notero              | Anahí Berneri         |
| 2009 | Anita               | Ariel               | Marcos Carnevale      |
| 2010 | Juntos para siempre | Javier Gross        | Pablo Solarz          |
| 2010 | Plumíferos          | Pipo (papel de voz) | Daniel De Felippo     |
| 2011 | Güelcom             | Javier              | Yago Blanco           |
| 2016 | Caída del cielo     | Alejandro           | Néstor Sánchez Sotelo |
| 2017 | El fútbol o yo      | Luis                | Marcos Carnevale      |
| 2022 | Granizo             | Luis                | Marcos Carnevale      |
| 2025 | Corazón delator     | Tony                | Marcos Carnevale      |

#### Como guionista
| Año  | Título     | Dirección         |
| ---- | ---------- | ----------------- |
| 2008 | El frasco  | Alberto Lecchi    |
| 2010 | Plumíferos | Daniel De Felippo |

#### Columnista de Radio
| Año             | Programa       | Radio       | Columna            |
| --------------- | -------------- | ----------- | ------------------ |
| 2007 - 2020     | Metro y Medio  | Metro 95.1  | Curso Anti-Ayuda   |
| 2021 - presente | Vuelta y Media | Urbana Play | Clínica Anti-Ayuda |